# Otto Schniewind
Otto Schniewind (ur. 14 grudnia 1887 w Saarlouis, zm. 26 marca 1964 w Linz am Rhein) – oficer niemieckiej marynarki wojennej, generaladmiral, uczestnik obu wojen światowych.
Wstąpił do Kaiserliche Marine jako kadet w 1907 roku.  Podczas I wojny światowej służył jako dowódca kutrów torpedowych. Po zakończeniu działań wojennych, brał udział w akcji zatopienia własnych okrętów (21 czerwca 1919). Trafili do niewoli brytyjskiej, po zwolnieniu kontynuował karierę  w Reichsmarine.
W latach 1925−1926 był doradcą ministra obrony Otto Gesslera. W 1932 roku został dowódcą lekkiego krążownika „Köln”. W 1934 roku został mianowany szefem sztabu Dowództwa Floty, gdzie pozostał aż do 1937 roku. W latach 1938−1941 pełnił funkcję szefa sztabu „Seekriegsleitung”. Po zatopieniu Bismarcka w 1941 roku, Schniewind został mianowany następcą Günthera Lütjensa, który zginął wraz z pancernikiem 27 maja 1941. W 1943 roku został dowódcą Marinegruppenkommandos Nord. W 1944 roku, zostaje odwołany ze stanowiska i przeniesiony do rezerwy.
Po wojnie został aresztowany i sądzony w procesie wyższego dowództwa w Norymberdze, za udział w kampanii norweskiej. Oczyszczono go ze wszystkich zarzutów. 

## Awanse
- 29 kwietnia 1908 – chorąży marynarki (Fähnrich zur See)[2]
- 28 września 1910 – podporucznik marynarki (Leutnant zur See)[2]
- 27 września 1913 – porucznik marynarki (Oberleutnant zur See)[2]
- 17 czerwca 1917 – kapitan marynarki (Kapitänleutnant)[2]
- 1 kwietnia 1926 – komandor podporucznik (Korvettenkapitän)[2]
- 1 października 1931 – komandor porucznik (Fregattenkapitän)[2]
- 1 października 1933 – komandor (Kapitän zur See)[2]
- 1 października 1937 – kontradmirał (Konteradmiral)[2]
- 1 stycznia 1940 – wiceadmirał (Vizeadmiral)[2]
- 1 września 1940 – admirał (Admiral)[2]
- 1 marca 1944 – Generaladmiral[2]

## Odznaczenia
- Krzyż Żelazny[3]
  - I klasa
  - II klasa
- Krzyż Fryderyka Augusta[4]
  - II klasy
- Order Miecza[3]
- Order Korony Włoch[3]
- Krzyż Zasługi Morskiej (Hiszpania)[3]
- Order Świętego Sawy[3]
- Krzyż Rycerski[3]
- Medal Pamiątkowy za Powrót Kłajpedy[3]
- Order Świętego Skarbu[3]
  - I klasa